# Жюль Александр Даву
Жюль Александр Даву (29 лютого 1852, Аржантей — 24 серпня 1929) — французький ботанік, відомий своїми дослідженнями португальської флори.
У підлітковому віці він почав роботу учнем садівника у Національному музеї природознавства у Парижі. У 1875 році Даву був відправлений у експедицію до Киренаїки. З 1876 по 1893 він служив головним садівником ботанічного саду у Лісабоні. Після цього він був куратором гербарію та ботанічного саду в Монпельє.
Рослини з видовим епітетом daveauanus були названі на честь Даву, прикладом чого є: Erigeron daveauanus.

## Окремі публікації
- Aperçu sur la végétation de l'Alemtejo et de l'Algarve, 1882 — Overview on the vegetation of Alemtejo and the Algarve.
- Euphorbiacées du Portugal, 1885 — Euphorbiaceae of Portugal.
- Cistinées du Portugal, 1886 — Cistineae of Portugal.
- Plumbaginées du Portugal, 1889 — Plumbaginaceae of Portugal.
- Cypéracées du Portugal, 1892 — Cyperaceae of Portugal.[6]